# Vestalis amoena
Vestalis amoena – gatunek ważki z rodziny świteziankowatych (Calopterygidae).